# USS Cecil J. Doyle (DE-368)
Pour les autres navires du même nom, voir USS Doyle.
L'USS Cecil J. Doyle (DE-368) est un destroyer d'escorte de classe John C. Butler construit pour l'United States Navy pendant la Seconde Guerre mondiale. Durant la guerre du Pacifique, il participe notamment au sauvetage de membres de l'USS Indianapolis, coulé par un sous-marin japonais le 30 juillet 1945. Il est retiré du service après la fin de la guerre.

## Histoire
L'USS Cecil J. Doyle (DE-368) est lancé le 1er juillet 1944 par la Consolidated Steel Corporation (en) à Orange (Texas). Il entre en service le 16 octobre 1944, sous les ordres du lieutenant-commandant Crocker.
Le destroyer effectue sa première mission alors qu'il est encore en phase d'essais ; il participe à une patrouille de veille lors du vol de membres du gouvernement vers la conférence de Yalta. Le 20 janvier 1945, il rejoint le HMS Ranee (en) et l'escorte du canal de Panama jusqu'à San Diego. Il continue sa route jusqu'à Pearl Harbor et Eniwetok, où il rejoint le groupe de patrouille et d'escorte Marshall-Gilbert le 28 mars. Ainsi, il prend la direction de Guam, puis d'Ulithi, avant d'être transféré au groupe de patrouille et d'escorte des îles Carolines.
Durant ses patrouilles, le Cecil J. Doyle secourt souvent des aviateurs abattus. Le 27 mai 1945, il bombarde la garnison japonaise Koror. Le 2 août, il reçoit l'ordre de secourir des hommes repérés dérivant sur des radeaux ; il rejoint la zone à toute vapeur, et arrive le premier sur zone. Ces hommes sont ceux de l'USS Indianapolis, coulé par un sous-marin japonais plus de deux jours avant. Le destroyer sauve 93 naufragés, et reste dans la zone jusqu'au 8 août,.
À partir du 26 août 1945, le Cecil J. Doyle participe à des missions liées à l'occupation du Japon. Il escorte des navires-hôpitaux jusqu'à Wakayama au Japon, évacue des prisonniers de guerre et escorte le débarquement des troupes d'occupation. Jusqu'au 12 novembre le destroyer sert de courrier entre les ports japonais, avant de rejoindre la base navale de Yokosuka où il est radoubé. Il part ensuite pour San Francisco, qu'il rallie le 13 janvier 1946. Le Cecil J. Doyle est finalement placé en réserve à San Diego le 2 juillet 1946.